# Bailey De Young
 (décembre 2014).
Si vous disposez d'ouvrages ou d'articles de référence ou si vous connaissez des sites web de qualité traitant du thème abordé ici, merci de compléter l'article en donnant les références utiles à sa vérifiabilité et en les liant à la section « Notes et références ».
Bailey De Young (née Buntain) est une actrice née le 6 septembre 1989.
Elle est connue, principalement, grâce à son rôle dans la série Faking It.

## Vie privée
Elle est en couple avec Tyler De Young, avec qui elle s'est mariée en 2014.

## Filmographie

### Télévision

#### Séries télévisées
- 2012-2013 :  Bunheads (18 épisodes) : Virginia "Ginny" Thompson
- 2012-2013 : The Middle : Jenna Taylor
- 2014 : Baby Daddy : Bailey
- 2014-2016 : Faking It (38 épisodes) : Lauren Cooper
- 2016 : Gilmore Girls : Une nouvelle année : Heidi
- 2017-2022 : Mme Maisel, femme fabuleuse (18 épisodes) : Imogene Cleary

#### Téléfilms
- 2014 : Les Enfants du péché : Nouveau Départ (Petals on the Wind) : Carrie Dollanganger
- 2015 : Pacte sur le campus : Poppy